# 罗卡焦维内
罗卡焦维内（義大利語：Roccagiovine），是意大利拉齐奥大区罗马首都广域市的一个市镇。总面积8.82平方公里，人口288人，人口密度32.7人/平方公里（2009年）。ISTAT代码为058087。